# Deelnemers UEFA-toernooien Roemenië
Onderstaande tabellen bevatten de deelnemers aan de UEFA-toernooien uit  Roemenië.

## Mannen
NB Klikken op de clubnaam geeft een link naar het Wikipedia-artikel over het betreffende toernooi in het betreffende seizoen.
| Seizoen | Europacup I                               | Europacup II                                                                             | Jaarbeursstedenbeker                                                  |                                                          |
| ------- | ----------------------------------------- | ---------------------------------------------------------------------------------------- | --------------------------------------------------------------------- | -------------------------------------------------------- |
| 1956/57 | Dinamo Boekarest                          |                                                                                          |                                                                       |                                                          |
| 1957/58 | CCA Boekarest                             |                                                                                          |                                                                       |                                                          |
| 1958/59 | Petrolul Ploiești                         |                                                                                          |                                                                       |                                                          |
| 1959/60 | Petrolul Ploiești                         |                                                                                          |                                                                       |                                                          |
| 1960/61 | CCA Boekarest                             |                                                                                          |                                                                       |                                                          |
| 1961/62 | CCA Boekarest                             | Progresul Boekarest                                                                      |                                                                       |                                                          |
| 1962/63 | Dinamo Boekarest                          | Steaua Boekarest                                                                         | Petrolul Ploiești                                                     |                                                          |
| 1963/64 | Dinamo Boekarest                          | Petrolul Ploiești                                                                        | Steagul Roșu Brașov                                                   |                                                          |
| 1964/65 | Dinamo Boekarest                          | Steaua Boekarest                                                                         | Petrolul Ploiești                                                     |                                                          |
| 1965/66 | Dinamo Boekarest                          | Ştiinţa Cluj                                                                             | Steagul Roșu Brașov                                                   |                                                          |
| 1966/67 | Petrolul Ploiești                         | Steaua Boekarest                                                                         | Dinamo Pitești                                                        |                                                          |
| 1967/68 | Rapid Boekarest                           | Steaua Boekarest                                                                         | Argeș Pitești Petrolul Ploiești                                       |                                                          |
| 1968/69 | Steaua Boekarest                          | Dinamo Boekarest                                                                         | Argeș Pitești Rapid Boekarest                                         |                                                          |
| 1969/70 | UT Arad                                   | Steaua Boekarest                                                                         | Dinamo Bacău Rapid Boekarest                                          |                                                          |
| 1970/71 | UT Arad                                   | Steaua Boekarest                                                                         | Dinamo Boekarest Universitatea Craiova                                |                                                          |
| Seizoen | Europacup I                               | Europacup II                                                                             | UEFA Cup                                                              |                                                          |
| 1971/72 | Dinamo Boekarest                          | Steaua Boekarest                                                                         | Rapid Boekarest UT Arad                                               |                                                          |
| 1972/73 | Argeș Pitești                             | Rapid Boekarest                                                                          | Universitatea Cluj UT Arad                                            |                                                          |
| 1973/74 | Dinamo Boekarest                          | Chimia Râmnicu Vâlcea                                                                    | Argeș Pitești Universitatea Craiova                                   |                                                          |
| 1974/75 | Universitatea Craiova                     | Jiul Petroșani                                                                           | Dinamo Boekarest Steagul Roșu Brașov                                  |                                                          |
| 1975/76 | Dinamo Boekarest                          | Rapid Boekarest                                                                          | ASA Târgu Mureș (I) Universitatea Craiova                             |                                                          |
| 1976/77 | Steaua Boekarest                          | CSU Galați                                                                               | ASA Târgu Mureș (I) Dinamo Boekarest Sportul Studențesc Boekarest     |                                                          |
| 1977/78 | Dinamo Boekarest                          | Universitatea Craiova                                                                    | ASA Târgu Mureș (I) Steaua Boekarest                                  |                                                          |
| 1978/79 | Steaua Boekarest                          | Universitatea Craiova                                                                    | Argeș Pitești Politehnica Timișoara                                   |                                                          |
| 1979/80 | Argeș Pitești                             | Steaua Boekarest                                                                         | Dinamo Boekarest Universitatea Craiova                                |                                                          |
| 1980/81 | Universitatea Craiova                     | Politehnica Timișoara                                                                    | Argeș Pitești Steaua Boekarest                                        |                                                          |
| 1981/82 | Universitatea Craiova                     | Politehnica Timișoara                                                                    | Argeș Pitești Dinamo Boekarest                                        |                                                          |
| 1982/83 | Dinamo Boekarest                          | FC Baia Mare                                                                             | Corvinul Hunedoara Universitatea Craiova                              |                                                          |
| 1983/84 | Dinamo Boekarest                          |                                                                                          | Sportul Studențesc Boekarest Universitatea Craiova                    |                                                          |
| 1984/85 | Dinamo Boekarest                          | Steaua Boekarest                                                                         | Sportul Studențesc Boekarest Universitatea Craiova                    |                                                          |
| 1985/86 | Steaua Boekarest                          | Universitatea Craiova                                                                    | Dinamo Boekarest Sportul Studențesc Boekarest                         |                                                          |
| 1986/87 | Steaua Boekarest                          | Dinamo Boekarest                                                                         | Sportul Studențesc Boekarest Universitatea Craiova                    |                                                          |
| 1987/88 | Steaua Boekarest                          | Dinamo Boekarest                                                                         | Sportul Studențesc Boekarest Universitatea Craiova Victoria Boekarest |                                                          |
| 1988/89 | Steaua Boekarest                          | Dinamo Boekarest                                                                         | Oțelul Galați Victoria Boekarest                                      |                                                          |
| 1989/90 | Steaua Boekarest                          | Dinamo Boekarest                                                                         | Flacăra Moreni Victoria Boekarest                                     |                                                          |
| 1990/91 | Dinamo Boekarest                          | Steaua Boekarest                                                                         | Petrolul Ploiești Politehnica Timișoara Universitatea Craiova         |                                                          |
| 1991/92 | Universitatea Craiova                     | FC Bacău                                                                                 | Dinamo Boekarest Steaua Boekarest                                     |                                                          |
| Seizoen | Champions League                          | Europacup II                                                                             | UEFA Cup                                                              | Intertoto Cup                                            |
| 1992/93 | Dinamo Boekarest                          | Steaua Boekarest                                                                         | Electroputere Craiova Politehnica Timișoara Universitatea Craiova     |                                                          |
| 1993/94 | Steaua Boekarest                          | Universitatea Craiova                                                                    | Dinamo Boekarest Gloria Bistrița Rapid Boekarest                      |                                                          |
| 1994/95 | Steaua Boekarest                          | Gloria Bistrița                                                                          | Dinamo Boekarest Rapid Boekarest Universitatea Craiova                |                                                          |
| 1995/96 | Steaua Boekarest                          | Petrolul Ploiești                                                                        | Dinamo Boekarest Universitatea Craiova                                | Ceahlăul Piatra Neamț Farul Constanța Universitatea Cluj |
| 1996/97 | Steaua Boekarest                          | Gloria Bistrița                                                                          | Național Boekarest Rapid Boekarest                                    | Dinamo Boekarest Universitatea Craiova                   |
| 1997/98 | Steaua Boekarest ->                       | Național Boekarest                                                                       | Steaua Boekarest Dinamo Boekarest Oțelul Galați                       | Gloria Bistrița Rapid Boekarest                          |
| 1998/99 | Steaua Boekarest ->                       | Rapid Boekarest                                                                          | Steaua Boekarest Argeș Pitești Oțelul Galați                          | Național Boekarest                                       |
| Seizoen | Champions League                          | UEFA Cup                                                                                 | Intertoto Cup                                                         |                                                          |
| 1999/00 | Rapid Boekarest                           | Dinamo Boekarest Steaua Boekarest                                                        | Ceahlăul Piatra Neamț FCM Bacău                                       |                                                          |
| 2000/01 | Dinamo Boekarest                          | Rapid Boekarest Universitatea Craiova                                                    | Ceahlăul Piatra Neamț                                                 |                                                          |
| 2001/02 | Steaua Boekarest ->                       | Steaua Boekarest FC Brașov Dinamo Boekarest Rapid Boekarest                              | Gloria Bistrița Universitatea Craiova                                 |                                                          |
| 2002/03 | Dinamo Boekarest                          | Național Boekarest Rapid Boekarest                                                       | Gloria Bistrița                                                       |                                                          |
| 2003/04 | Rapid Boekarest                           | Dinamo Boekarest Steaua Boekarest                                                        | Ceahlăul Piatra Neamț Gloria Bistrița                                 |                                                          |
| 2004/05 | Dinamo Boekarest ->                       | Dinamo Boekarest Oțelul Galați Steaua Boekarest                                          | Gloria Bistrița                                                       |                                                          |
| 2005/06 | Steaua Boekarest ->                       | Steaua Boekarest Dinamo Boekarest Rapid Boekarest                                        | CFR Cluj Gloria Bistrița                                              |                                                          |
| 2006/07 | Steaua Boekarest ->                       | Steaua Boekarest Dinamo Boekarest Rapid Boekarest                                        | Farul Constanța                                                       |                                                          |
| 2007/08 | Dinamo Boekarest Steaua Boekarest         | CFR Cluj Rapid Boekarest Oțelul Galați                                                   | Gloria Bistrița <- Oțelul Galați                                      |                                                          |
| 2008/09 | CFR Cluj Steaua Boekarest                 | Dinamo Boekarest Rapid Boekarest FC Timișoara Unirea Urziceni FC Vaslui                  | <- FC Vaslui                                                          |                                                          |
| Seizoen | Champions League                          | Europa League                                                                            |                                                                       |                                                          |
| 2009/10 | FC Timisoara -> Unirea Urziceni ->        | FC Timișoara Unirea Urziceni CFR Cluj Dinamo Boekarest Steaua Boekarest FC Vaslui        |                                                                       |                                                          |
| 2010/11 | CFR Cluj Unirea Urziceni ->               | Unirea Urziceni Dinamo Boekarest FC Timișoara FC Vaslui Steaua Boekarest                 |                                                                       |                                                          |
| 2011/12 | Oțelul Galați FC Vaslui ->                | FC Vaslui Gaz Metan Mediaș Dinamo Boekarest Rapid Boekarest Steaua Boekarest             |                                                                       |                                                          |
| 2012/13 | CFR Cluj -> FC Vaslui ->                  | CFR Cluj FC Vaslui Dinamo Boekarest Rapid Boekarest Steaua Boekarest                     |                                                                       |                                                          |
| 2013/14 | Steaua Boekarest                          | Astra Giurgiu Pandurii Târgu Jiu Petrolul Ploiești                                       |                                                                       |                                                          |
| 2014/15 | Steaua Boekarest ->                       | Steaua Boekarest Astra Giurgiu CFR Cluj Petrolul Ploiești                                |                                                                       |                                                          |
| 2015/16 | Steaua Boekarest ->                       | Steaua Boekarest Astra Giurgiu FC Botoșani ASA Târgu Mureș (II)                          |                                                                       |                                                          |
| 2016/17 | Astra Giurgiu -> Steaua Boekarest ->      | Astra Giurgiu Steaua Boekarest CSMS Iaşi Pandurii Târgu Jiu Viitorul Constanţa           |                                                                       |                                                          |
| 2017/18 | Steaua Boekarest -> Viitorul Constanţa -> | Steaua Boekarest Viitorul Constanţa Astra Giurgiu Dinamo Boekarest Universitatea Craiova |                                                                       |                                                          |
| 2018/19 | CFR Cluj ->                               | CFR Cluj FCSB Universitatea Craiova Viitorul Constanţa                                   |                                                                       |                                                          |
| 2019/20 | CFR Cluj ->                               | CFR Cluj FCSB Universitatea Craiova Viitorul Constanţa                                   |                                                                       |                                                          |
| 2020/21 | CFR Cluj ->                               | CFR Cluj FC Botoșani FCSB Universitatea Craiova                                          |                                                                       |                                                          |
| Seizoen | Champions League                          | Europa League                                                                            | Europa Conference League                                              |                                                          |
| 2021/22 | CFR Cluj                                  | 0                                                                                        | FCSB Universitatea Craiova Sepsi OSK Sfântu Gheorghe                  |                                                          |

### Deelnames
Aantal seizoenen
| 52x FCSB (inclusief CCA, 3x/Steaua, 45x) 46x Dinamo Boekarest 29x CS Universitatea Craiova 22x Rapid Boekarest 11x CFR Cluj 11x Petrolul Ploiești 10x FC Argeș Pitești (inclusief Dinamo Pitești, 1x) 10x Gloria Bistrița 08x FC Politehnica Timișoara (inclusief FC Timișoara, 3x) 07x Oțelul Galați 06x Sportul Studențesc Boekarest 05x Astra Giurgiu 05x FC Progresul Boekarest (inclusief Național Boekarest, 4x) 05x FC Vaslui 04x Ceahlăul Piatra Neamț 04x FC Brașov (inclusief Steagul Roșu Brașov, 3x) 04x FC Viitorul Constanța 04x UT Arad | 03x ASA Târgu Mureș (I) 03x FC Universitatea Cluj (inclusief Ştiinţa Cluj, 1x) 03x FCM Bacău (inclusief Dinamo Bacău, 1x/FC Bacău, 1x) 03x Unirea Urziceni 03x Victoria Boekarest 02x FC Botoșani 02x FC Farul Constanța 02x Pandurii Târgu Jiu 01x ASA Târgu Mureș (II) 01x ACS Sepsi OSK Sfântu Gheorghe 01x Chimia Râmnicu Vâlcea 01x Corvinul Hunedoara 01x CS Gaz Metan Mediaș 01x CSMS Iaşi 01x CSU Galați 01x Electroputere Craiova 01x FC Baia Mare 01x Flacăra Moreni 01x Jiul Petroșani |

## Vrouwen
NB Klikken op de clubnaam geeft een link naar het Wikipedia-artikel over het betreffende toernooi in het betreffende seizoen.
| Seizoen | Women's Cup      |
| ------- | ---------------- |
| 2001/02 |                  |
| 2002/03 | Regal Boekarest  |
| 2003/04 | CFF Clujana      |
| 2004/05 | CFF Clujana      |
| 2005/06 | CFF Clujana      |
| 2006/07 | CFF Clujana      |
| 2007/08 | CFF Clujana      |
| 2008/09 | CFF Clujana      |
| Seizoen | Champions League |
| 2009/10 | CFF Clujana      |
| 2010/11 | FCM Targu Mures  |
| 2011/12 | FCU Olimpia Cluj |
| 2012/13 | FCU Olimpia Cluj |
| 2013/14 | FCU Olimpia Cluj |
| 2014/15 | FCU Olimpia Cluj |
| 2015/16 | FCU Olimpia Cluj |
| 2016/17 | FCU Olimpia Cluj |
| 2017/18 | FCU Olimpia Cluj |
| 2018/19 | FCU Olimpia Cluj |
| 2019/20 | FCU Olimpia Cluj |
| 2020/21 | FCU Olimpia Cluj |
| 2021/22 | FCU Olimpia Cluj |

### Deelnames
11x FCU Olimpia Cluj
07x CFF Clujana
01x FCM Târgu Mureș
01x Regal Boekarest
Albanië ·
Andorra ·
Armenië ·
Azerbeidzjan ·
België ·
Bosnië en Herzegovina ·
Bulgarije ·
Cyprus ·
Denemarken ·
Duitsland ·
Engeland ·
Estland ·
Faeröer ·
Finland ·
Frankrijk ·
Georgië ·
Gibraltar ·
Griekenland ·
Hongarije ·
Ierland ·
IJsland ·
Israël ·
Italië ·
Kazachstan ·
Kroatië ·
Kosovo ·
Letland ·
Liechtenstein ·
Litouwen ·
Luxemburg ·
Malta ·
Moldavië ·
Montenegro ·
Nederland ·
Noord-Ierland ·
Noord-Macedonië ·
Noorwegen ·
Oekraïne ·
Oostenrijk ·
Polen ·
Portugal ·
Roemenië ·
Rusland ·
San Marino ·
Schotland ·
Servië ·
Slovenië ·
Slowakije ·
Spanje ·
Tsjechië ·
Turkije ·
Wales ·
Wit-Rusland ·
Zweden ·
Zwitserland

Historie:
DDR ·
Joegoslavië ·
Saarland ·
Sovjet-Unie ·
Tsjecho-Slowakije